# RR-175
A  RR-175 é uma rodovia brasileira do estado de Roraima. Essa estrada intercepta a BR-210 em cerca de 54,5 km construídos, mas sem asfaltamento.
Está aberta na região Oeste do estado. Seu projeto completo atenderia aos municípios de Amajari, Alto Alegre, Iracema e Caracaraí, numa extensão extremamente representativa. A rodovia cruzaria a terra indígena Yanomami e a Reserva Florestal do Parima.